# オスロ級フリゲート
オスロ級フリゲート（ノルウェー語: Oslo-klassen fregatter）は、ノルウェー海軍のフリゲートの艦級。

## 設計
アメリカ海軍のディーレイ級護衛駆逐艦をタイプシップとしているが、北海やノルウェー海の荒波に対応するため、乾舷を増すなどの設計変更を加えている。ボイラーはアメリカ合衆国のバブコック・アンド・ウィルコックス社、主機および補機はスウェーデンのド・ラヴァル・ユングストローム社製であった。
本級は、1960年代後半から2000年代という長期にわたり、ノルウェー海軍の最有力水上艦として活動したことから、3次に渡る近代化改装が行なわれている。
第1次改装
1970年代後半に行なわれたもので、武器システムの更新に主眼が置かれた。この改装でシースパロー個艦防空ミサイル・システム（Mk.91 ミサイル射撃指揮装置およびMk.29 ミサイル発射機）とペンギン艦対艦ミサイル、Mk.32 3連装短魚雷発射管を搭載することにより、対空・対水上・対潜火力が全般的に強化された。
第2次改装
1980年代半ばより行なわれたもので、電子機器・情報機器の更新に主眼が置かれた。
- NFT MSI-3100戦術情報処理装置の搭載 - これにより海軍戦術情報システムに対応した。
- ソナーの換装 - AN/SQS-36からTSM 2633スフェリオン・ソナーへ。
- 射撃指揮装置の換装 - M24からサーブ 9LVへ。
- 32番砲を撤去して、かわりに40mm単装機銃を搭載

第3次改装
1990年代中盤に行なわれたもので、船体・機関を強化するものである。これは1994年に「オスロ」の機関が故障、漂流して座礁する（のちに曳航中に沈没）という事故が発生したことを受けたもので、これによって排水量が200トン増大した。また同時に、レーダーもAWS-9 (2-D)へ換装された。

## 同型艦一覧
本級の整備に当たっては、相互防衛援助統制法に基づき、アメリカが費用の半分を負担した。1960年、ストーティング（ノルウェー議会）は計画を認可し、1964年よりホルテンにおいて建造が開始された。1965年までに5隻が建造され、ノルウェー海軍の最有力水上艦として活動することになった。後継となるフリチョフ・ナンセン級フリゲートの建造が遅れたことから退役も引き伸ばされたが、1990年代後半より順次に退役を開始し、2007年に最終艦が姿を消して運用を修了した。しかしこの時点で就役していたフリチョフ･ナンセン級フリゲートはまだ2隻のみであった。
| #    | 艦名                           | 就役            | 注記                                                                                             |
| ---- | ------------------------------ | --------------- | ------------------------------------------------------------------------------------------------ |
| F300 | オスロ KNM «Oslo»              | 1966年 1月29日  | 1994年1月24日に座礁。同25日、曳航先の港外で沈没。                                                |
| F301 | ベルゲン KNM «Bergen»          | 1967年 6月22日  | 2005年8月3日退役。ベルゲンにて係留再利用。                                                       |
| F302 | トロンハイム KNM «Trondheim»   | 1966年 6月2日   | 2006年3月17日に座礁。後、廃艦決定。2013年6月5日、標的艦として対艦ミサイルNSNの試験に使用された。 |
| F303 | スタヴァンゲル KNM «Stavanger» | 1967年 12月8日  | 1998年6月に退役。2001年、標的艦としてウーラ級潜水艦の魚雷により沈没。                            |
| F304 | ナルヴィク KNM «Narvik»        | 1966年 11月30日 | 2007年8月1日退役。王立ノルウェー海軍博物館に保管展示。                                           |